# Zołote
Zołote (ukr. Золоте, ros. Золотое) – miasto na Ukrainie w obwodzie ługańskim.
Ośrodek przemysłu spożywczego.

## Historia
Miasto od 1938 roku. Od 12 lipca 1942 do 3 września 1943 r. miasto było okupowane przez wojska niemieckie.
W 1952 roku w mieście działało wydobycie węgla, cegielnia, fabryka materiałów budowlanych, pięć szkół i dwie szkoły górnicze.
W 1989 roku liczyłо 22 892 mieszkańców.
W 2013 roku liczyło 14 572 mieszkańców.

## Transport
Stacja kolejowa Kolej Doniecka.